# 쿵 리

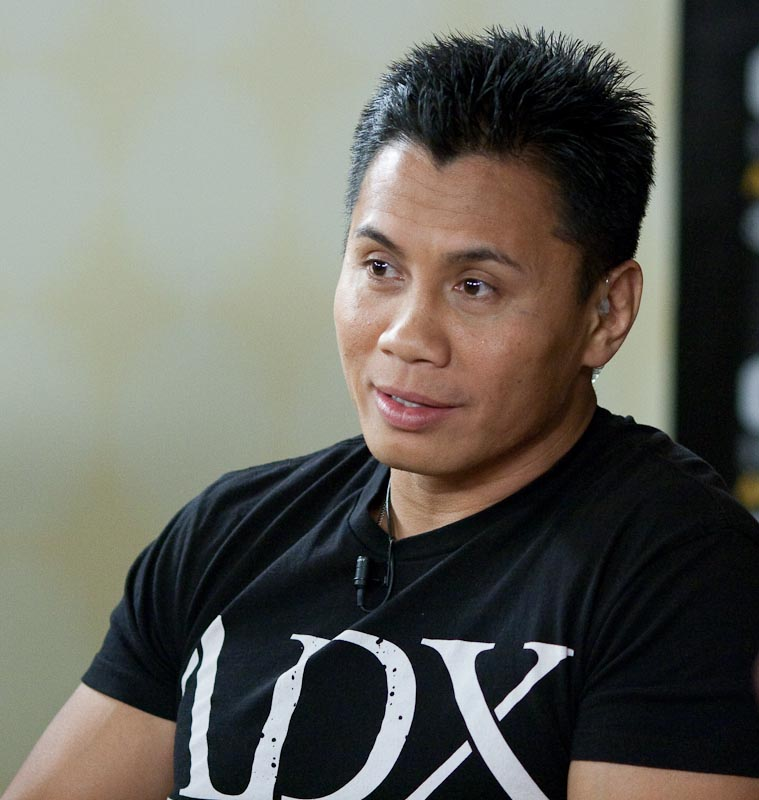
2009년 모습

컹 리(영어: Cung Le, 영어 발음: /kʌŋ liː/, 베트남어: Lê Cung 레 꿍[*], 1972년 5월 25일 ~ )는 미국의 킥복싱 선수, 종합 격투가, 액션배우이다.

## 출연 작품

### 영화
- 8인: 최후의 결사단 (2009) - 염 부하 역
- 컴 아웃 파이팅 (2009)
- 팬도럼 (2009)
- 철권을 가진 사나이 (2012)
- 드래곤 아이즈 (2012, Dragon Eyes) - 미스터 홍 역
- 살인병기 (2014) - 존 역
- 새비지도그 (2017, Savage Dog)
- 스페셜 시큐리티: 라스트 미션 (2017, Security) - 데드 아이 역

### 텔레비전
- 텍사스 레인저 (2001)